# ديفيد تريسي
ديفيد تريسي (بالإنجليزية: David Tracy)‏ هو عالم عقيدة أمريكي، ولد في 6 يناير 1939 في يونكيرس في الولايات المتحدة.